# Vilagrasseta
Vilagrasseta es una entidad de población española del municipio de Montoliú de Cervera, perteneciente a la provincia de Lérida, en la comunidad autónoma de Cataluña. En 2022, la entidad singular de población tenía empadronados 34 habitantes y el núcleo de población, 33.